# パウル・グルダ
パウル・グルダ（Paul Gulda, 1961年10月25日 ウィーン - ）は、オーストリアのピアニスト・作曲家・指揮者。

## 経歴
ピアニスト、フリードリヒ・グルダの長男として生まれ、父親からピアノの手ほどきを受ける。そのほかにローラント・バティック、レオニード・ブルンベルク、ルドルフ・ゼルキンに師事する。音楽高等学校在籍中は、ピアノ演奏のかたわら、フルートやクラリネットも習得した。1995年から作曲活動にも着手し、フランツ・クサーヴァー・クレッツやヨハン・ネストロイらの戯曲のために舞台音楽を手懸ける。1997年には指揮者としてもデビューした。
高名な指揮者や有名なオーケストラと共演して、協奏曲の独奏者を務めるかたわら、さまざまな企画に献身している。最も有名な例の一つが、クラシックの演奏家がロマの楽団と共演するという趣向の「ジプシー風ハイドン」（"Haydn alla Zingarese"）である。